# Грамматический строй
Граммати́ческий строй (граммати́ческая систе́ма, грамма́тика; от греч. γράμμα — запись) — совокупность закономерностей какого-либо языка, регулирующих правильность построения значимых речевых отрезков (слов, высказываний, текстов).
- Центральные части грамматики — морфология (правила построения слов из меньших значащих единиц — морфем — и правила образования и понимания грамматических форм слов) и синтаксис (правила построения высказываний из слов), а также промежуточная сфера морфосинтаксиса (правил комбинации и расположения клитик, служебных слов, вспомогательных слов (см. слово, аналитизм (языкознание)), построения аналитических форм).
  - Обычно в грамматику включают также словообразование и грамматическую семантику, иногда — морфонологию; лексику и фонетический строй языка (см. фонетика) чаще выносят за пределы грамматики.
  - Границы между морфологией и синтаксисом являются чёткими лишь для синтетических (в особенности для флективных) языков; в агглютинативных языках эти границы несколько размыты. В аналитических и изолирующих языках, а также в инкорпорирующих языках такие границы почти неощутимы.
- Важнейшие единицы грамматики (грамматические единицы) — морфема, слово, синтагма, предложение и текст. Все эти единицы характеризуются определённым грамматическим значением и определённой грамматической формой.
- Внутри грамматики (как и внутри других подсистем языка) выделяются парадигматика и синтагматика.
  - Грамматическая парадигматика охватывает сходства и различия грамматических единиц, их объединения, с одной стороны, в грамматические парадигмы на основе грамматических противопоставлений при лексическом тождестве (например, стол, стола, столу, столом и т. д.; см. грамматические категории), а с другой — в грамматические классы на основе грамматических сходств при лексических различиях (например, столом, домом, городом, человеком и т. д.; см. части речи).
  - Грамматическая синтагматика охватывает общие закономерности сочетаемости грамматических единиц друг с другом в составе более крупных единиц высшего уровня — морфем в составе слова, слов в составе синтагмы, синтагм в составе предложения, предложений в составе текста, то есть правила комбинации грамматических единиц в грамматические структуры и, соответственно, правила грамматического членения этих структур на части (составляющие).
- Грамматика и лексика тесно взаимосвязаны. В историческом плане эта связь проявляется в лексикализации («застывании») грамматических форм (в переходе форм в слова или свободных сочетаний во фразеологизмы) и в грамматикализации (в переходе слов в грамматические показатели — сначала во вспомогательные и служебные слова, а затем в аффиксы). Эта связь проявляется и во взаимодействии лексических значений с грамматическими, во взаимной функциональной компенсации лексических и грамматических средств: лексика может компенсировать лакуны в грамматике (в частности, при супплетивизме, при замене слов с дефектной парадигмой их синонимами, при употреблении слов в полуслужебной функции), а грамматика может компенсировать лакуны в лексике (при конверсии, транспозиции, использовании грамматических средств в различительной функции).